# Giuseppe Trinchero
Giuseppe Trinchero (Busalla, 8 aprile 1944) è un allenatore di calcio ed ex calciatore italiano, di ruolo terzino o centrocampista.

## Carriera
Cresciuto nelle giovanili della Sampdoria, disputò coi liguri due intere stagioni da rincalzo in Serie A, collezionando 4 presenze; nel 1965-1966, a campionato iniziato, lasciò la squadra genovese, destinata alla prima retrocessione fra i cadetti, dopo essere sceso complessivamente in campo per altri 5 incontri di campionato ed essere andato a segno nella gara interna contro il Foggia, vinta per 2-1.
Passò dunque all'Alessandria, in Serie B, nel novembre 1965. Titolare, seguì i grigi in Serie C anche dopo la retrocessione del 1966-1967, per poi venire ingaggiato, nel novembre 1968, dal Como, con cui ottenne un'immediata promozione in Serie B. Sempre con i lariani, sfiorò il passaggio in prima categoria nell'annata 1971-1972.
Nell'estate del 1972 venne prima acquistato dalla Lazio per poi essere ceduto al Foggia, appena retrocesso dalla Serie A, che centrò un pronto ritorno in massima serie. Schierato in un solo incontro della stagione successiva, fu poi ceduto, nel corso della sessione autunnale del calciomercato, alla Reggina. Disputò coi calabresi il resto della stagione, conclusa con la retrocessione in Serie C, quindi concluse la carriera con un'annata al Monza.
In carriera ha totalizzato complessivamente 10 presenze e una rete in Serie A e 225 presenze e 16 reti in Serie B.

## Palmarès

### Club

#### Competizioni nazionali
- Coppa Italia Semiprofessionisti: 1

Monza: 1974-1975
Settore Giovanile
Vincitore con la Sampdoria il torneo di Viareggio nel 1963.